# Victimología

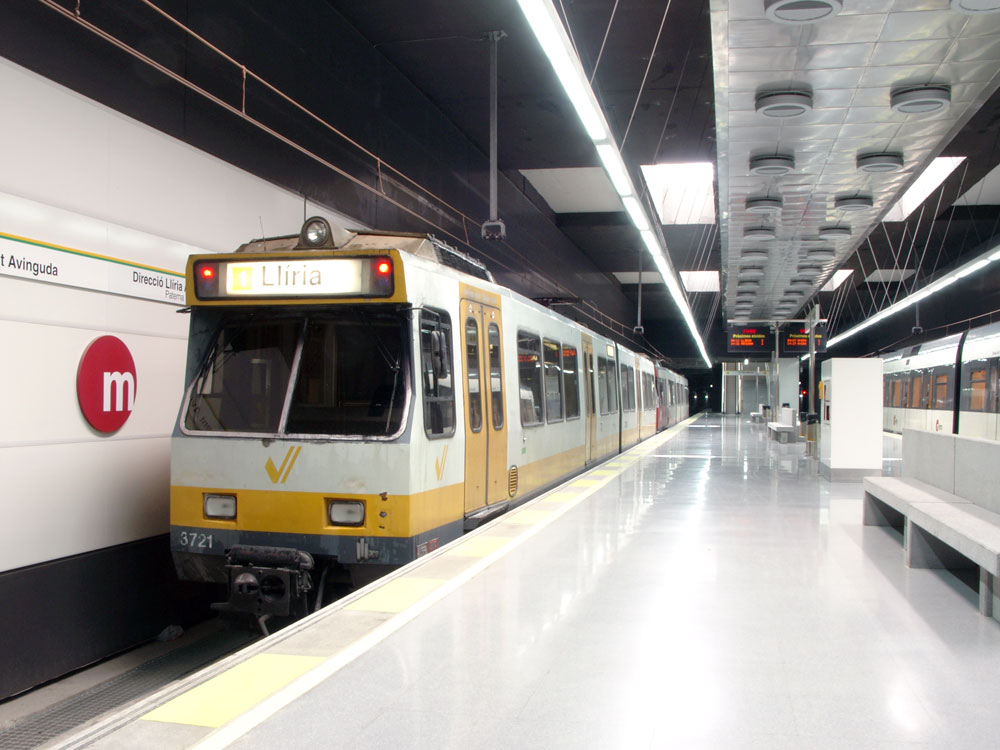
Convoy de la línea 1 de metro de Valencia como el que descarriló el 3 de julio de 2006 causando 43 víctimas mortales

La victimología es una ciencia que estudia científicamente a la víctima y su papel en el hecho delictivo.
El estudio de las víctimas es multidisciplinar y su objeto material puede ser estricto o amplio. En el sentido estricto, la victimología se ocupa de las víctimas de delitos, crímenes de guerra y abuso de poder, mientras en el sentido amplio, aborda también a víctimas de catástrofes o desastres naturales. Desde el año 1973, fecha en que se realiza el primer simposio de victimología celebrado en Jerusalén, se ha mantenido un debate entre los partidarios de una visión estricta o amplia, cuestión que para algunos autores justifica o no la autonomía de la disciplina respecto a la Criminología.
El estudio de las víctimas puede realizarse desde la perspectiva de una víctima en particular o desde un punto de vista epistemológico analizando las causas por las que grupos de individuos son más o menos susceptibles de resultar afectadas.
A partir de los años 1980, y como consecuencia de los Simposios Mundiales de Victimología, la naciente disciplina se emancipa del mero énfasis penal, y empieza a abogar por los derechos de las víctimas desde una perspectiva constitucional, lo que implica poner más énfasis en eventos de macrovictimización, es decir eventos en los cuales se victimiza a grandes colectivos.
El campo de la victimología incluye -o puede incluir-, en función de los distintos autores, un gran número de disciplinas o materias, tales como la criminología, la sociología, la psicología o el derecho penal.

## Definición
La victimología se define "como una ciencia multidisciplinaria que se ocupa del conocimiento relativo a los procesos de victimización y desvictimización. Concierne a la victimología el estudio del modo en que una persona deviene víctima, de las diversas dimensiones de la victimización (primaria, secundaria y terciaria), y de las estrategias de prevención y reducción de la misma, así como del conjunto de respuestas sociales, jurídicas y asistenciales, tendientes a la reparación y reintegración social de la víctima".

## Objeto de estudio
El estudio de la victimología no se limita solo a la víctima, por lo que deben analizarse tres niveles. El primero se denomina individual, cuyo objeto de estudio es la víctima, su personalidad y características. El segundo nivel es el conductual, en el cual, se estudia la conducta aislada de la víctima con relación a la conducta criminal. Finalmente está el tercer nivel, denominado general, en el que debe estudiarse el fenómeno victimal, como suma de víctimas y victimizaciones.

## Derechos de las víctimas por país

### Alemania
Introducción a los derechos de las víctimas en Alemania
Los procedimientos judiciales en Alemania se llevan a cabo bajo el Sistema Inquisitivo de Justicia, lo que significa que el juez tiene un papel activo en el proceso de investigación y juicio.  En contraste con el Sistema Adversarial del juicio, es posible tener más de dos partes opuestas en un juicio penal, ya que no existe un requisito tan grande de un equilibrio entre la acusación y los derechos del acusado. Por lo tanto, el Código de Procedimiento Penal alemán 1987 otorga a las víctimas una serie de derechos, incluido el derecho a participar en el juicio;los derechos apelar la conclusión del juicio; y el derecho a solicitar una indemnización por su pérdida.
Enlaces con la Unión Europea
Como miembro fundador de la Unión Europea, Alemania debe firmar y aplicar la Directiva de la UE sobre los derechos de las víctimas en sus leyes nacionales antes del 16 de noviembre de 2015. La UE exige que las víctimas sean reconocidas y tratadas con respeto y dignidad; protegido contra la victimización / intimidación del delincuente o dentro del proceso de justicia penal; recibir el apoyo adecuado y tener acceso a una indemnización. El Código Penal de Alemania no ha sido modificado desde abril de 2014, por lo tanto, nada ha sido implicado. Sin embargo, es evidente que el Código Penal de Alemania ya satisface los requisitos de la UE a través de sus amplios derechos y protecciones de la víctima, arraigados en su Código Penal.
Representante legal de las víctimas en el juicio
A diferencia de muchas otras jurisdicciones, la Parte Cinco del Código Penal permite a las víctimas de delito participar en el proceso penal contra el acusado. Para las víctimas de delitos personales como la difamación; daños corporales; y los daños a la propiedad, las víctimas tienen automáticamente derecho a contratar a un fiscal de accesorio privado (PAP) que representará sus intereses en el juicio. Para las víctimas de delitos no mencionadas en el artículo 374 del Código Penal, se puede solicitar permiso a la Fiscalía General de la Nación (PPO).
El Código Penal establece que el estatuto del PAP es el del PPO en la carga pública preferida, lo que significa que pueden participar en la misma medida y ser oídos en los procedimientos sobre los cargos privados. Además, el PAP tiene derecho a un período de una semana entre la convocatoria y la audiencia principal y tiene el derecho de inspeccionar los archivos a través de un abogado.
Además, si la víctima no es elegible para el PAP o no lo hace, tiene el derecho de contratar a un representante legal como testigo para defender sus intereses cuando, por ejemplo, están siendo testigos en el juicio principal.
La oportunidad de las víctimas de apelar la sentencia
El PAP, en principio, tienen derecho a apelar una sentencia solo por motivos de hecho y de derecho. Sin embargo, la apelación de un PAP será rechazada en caso de que sea únicamente a causa de la indulgencia de la sentencia.
La tercera parte del Código Penal trata los recursos de apelación y establece que un recurso de hecho y de derecho debe ser presentado ante el tribunal de primera instancia, ya sea verbalmente para ser registrado por el registro o por escrito dentro de una semana después del pronunciamiento de la sentencia.
Un PAP puede retirarse en cualquier etapa durante el proceso, pero debe ser consentido por el acusado después del comienzo de su examen de la audiencia principal.
El PAP sería considerado como retirado cargos, si una apelación sobre el hecho y la ley fue presentada por ellos, esto sería inmediatamente desestimado. Una vez que el PAP se retire, no podrá ser devuelto por segunda vez. Sin embargo, es importante señalar que el PAP puede exigir el restablecimiento del statu quo ante (estado de cosas previamente existente) dentro de una semana después del default sujeto a las condiciones especificadas en las secciones 44 y 45.
Compensación de las víctimas
Alemania tiene un programa de compensación para las víctimas de crímenes violentos o personales. Un reporte policial debe ser presentado dentro de un año para ser elegible para compensación. De acuerdo con la Ley de Compensación de Víctimas de Crímenes (1985), todos los ciudadanos de la Unión Europea de estados miembros extranjeros también son elegibles para compensación financiera. Esto cubre daños compensatorios especiales (gastos de bolsillo), tales como pérdida de ganancias y gastos médicos. Sin embargo, no cubre daños generales que no son monetarios, por ejemplo, angustia mental, dolor y sufrimiento.

### España
Recursos y Derechos de las Víctimas
Las víctimas de la delincuencia en España tienen una serie de vías disponibles para solicitar una indemnización legal o una ayuda por los daños que han sufrido. El Ministerio de Justicia es el órgano estatal que se encarga de indemnizar a las víctimas. También es responsable de la asistencia jurídica estatal, y tiene un departamento separado para la protección de las víctimas de los delitos relacionados con el terrorismo.
Más allá del Ministerio de Justicia, existen organizaciones como la Oficina de Asistencia a Víctimas del Crimen de Barcelona, la Asociación de Víctimas del Terrorismo, la Asociación 11-M de Víctimas del Terrorismo y la Asociación Nacional de Víctimas de Delitos Violentos en la ayuda a las víctimas de violencia doméstica). Estas asociaciones son todas capaces de ayudar con la asistencia legal y proporcionar información general a las personas afectadas por el crimen acerca de sus derechos.
Proceso legal
En un juicio penal en España, la víctima puede optar por participar en el juicio, ya sea como testigo o como "acusación particular", que les otorga derechos y responsabilidades adicionales y los convierte en parte oficial de la causa. juicio.
Si desea reclamar una indemnización en España, debe presentar un formulario de solicitud al Ministerio de Hacienda y una "petición de asistencia" por separado debe presentarse ante el Ministerio de Economía y Finanzas. Habrá entonces una audiencia, y el fiscal estatal presentará un informe para su consideración. Durante la audiencia, la víctima debe probar que estaban legalmente en España en el momento del crimen. Si usted es un ciudadano extranjero y desea solicitar una indemnización, debe presentar pruebas durante la audiencia de situaciones en las que su país de origen ha proporcionado una indemnización similar para los ciudadanos españoles - esto se denomina "prueba de reciprocidad".
Compensación
La indemnización solo se concederá una vez concluido el juicio penal y se declare que el delincuente es culpable. En circunstancias excepcionales, la víctima o los miembros de la familia de una víctima podrán reclamar una indemnización de emergencia antes de la conclusión del juicio, si su situación "precaria" puede ser validada por la autoridad competente. La legislación española no establece un monto máximo de indemnización que se pueda otorgar, sino que determina un monto máximo para el individuo basado en diferentes factores. El monto de la indemnización a la víctima o sus beneficiarios tiene derecho a se determina sobre la base del salario mínimo mensual de la víctima, y los efectos negativos mentales y físicos de la víctima sufre como resultado directo del crimen. La situación financiera de la víctima, el número de personas que dependen de la víctima y el costo de la terapia y la atención psicológica se consideran al decidir la cantidad de compensación que se otorga. La compensación puede ser otorgada para cubrir los gastos médicos, los gastos de salud mental, los salarios perdidos de las víctimas discapacitadas, los salarios perdidos de los dependientes de las víctimas de homicidio y los gastos de funeral y entierro. La cantidad de compensación es pagada por el ofensor y si no pueden pagar, el gobierno español cubrirá la cantidad. Sin embargo, si las pérdidas de la víctima están cubiertas por un seguro (es decir, en circunstancias de robo), no son elegibles para compensación.
España y la Directiva sobre los derechos de las víctimas.
Según la directiva europea sobre derechos de las víctimas, España está demostrando el cumplimiento de las directivas. Sin embargo, la información para las víctimas de delitos para los ciudadanos y no ciudadanos puede ser muy difícil de encontrar debido a los sitios web especializados para cada organización. En comparación, el Reino Unido ha implementado un sitio web fácil de usar para las víctimas de delitos que hace que la información para los derechos de las víctimas sea mucho más accesible. Un sistema similar podría ayudar mejor a las víctimas de delitos en España con la toma de conciencia de sus derechos.

### Francia
Introducción:
En Francia el sistema de directiva UE sobre los derechos de las víctimas y tuvo que transponerla hasta noviembre de 2015, a partir de febrero de 2016, aún no se ha notificado a la UE qué políticas, si es que las hay, ha aplicado para cumplirlo.
Procedimientos penales en Francia toman forma de investigación y un juicio. La investigaciones son llevadas a cabo por la policía policial bajo la autoridad del fiscal (investigación política) o del juez de instrucción (investigación judicial). Si la investigación va a juicio la víctima tiene derecho a participar en el juicio y tener un abogado.
Compensación:
En virtud de la Ley Marco de Justicia de Francia (2002), la policía está obligada a informar a las víctimas de su derecho a solicitar indemnización y a solicitar un recurso civil. La policía puede compensar reclamaciones en nombre de las víctimas, por lo que no es necesario acudir a los tribunales. Existe un fondo estatal para la indemnización de las víctimas de crímenes violentos llamado Fondo Estatal para las Víctimas de Delitos. Es financiado en parte por los cuerpos de la justicia penal que recuperan fondos de los autores (la reforma ley 1990).
Recursos para las víctimas:
El número de organización en Francia dedicada a prestar justicia y apoyo a las víctimas de delitos en Francia. La hoja de datos de e-porta de Justicia Europea, ofrecida en más de 23 idiomas, esboza una serie de diferentes, incluido el Instituto Nacional de Apoyo a la Víctima y Mediación (INAVEM). Está parcialmente financiado y certificado por el departamento de Justicia, y tiene como objetivo impulsar, coordinar y promover misiones de apoyo a las víctimas. La línea de ayuda  “08VICTIMS” (0884284637) de la organización está disponible. Dirige a las víctimas a la oficina de apoyo más cercana INAVEM, oficina de apoyo que puede obtener ayuda de la víctima de la organización de víctimas relevante. También promueve la conciencia de los derechos de las víctimas, así como la representación de las asociaciones de ayuda a las víctimas a nivel nacional, europeo e internacional. 
El INAVEM ha estado presionando al gobierno francés para que implemente la directiva, aportando recomendaciones basadas en su evaluación de las necesidades de las víctimas.
Tráfico de personas:
En 2012, se descubrió que Francia había violado el artículo 4 del Convenio Europeo de Derechos Humanos debido a que no proporcionó un marco adecuado para proteger los derechos de las víctimas de la trata de seres humanos. No obstante a partir de 2013 el Gobierno francés cumplió penalmente las normas mínimas requeridas para la eliminación de la trata. A pesar de ello, la protección todavía se concentraba en gran medida en las víctimas del tráfico sexual y no en las víctimas del tráfico laboral.

### Italia
Los derechos de las víctimas se describen en el Código de Procedimiento Penal, en el que se detalla que durante las etapas de procesamiento y sentencia, las víctimas tienen derecho a ser informadas de la evolución del proceso judicial y pueden aportar pruebas en cualquier etapa del juicio. Las víctimas también tienen el derecho de oponerse al Juez para la solicitud de la Investigación Preliminar para el despido del caso y para proteger sus derechos por tener un abogado defensor si es necesario.
El artículo 90 del código de procedimiento penal, establece que las víctimas se le permite presentar memorias y declaraciones escritas en cualquier etapa del proceso judicial que indique evidencia. Además, la sección 3 del artículo 90 establece que si una víctima ha muerto como resultado del crimen, entonces el poder de los derechos como los estados por la ley pueden ser ejercidos por parientes cercanos de la víctima.
Las víctimas pueden acceder a las agencias de asistencia, cuyo principal objetivo es proporcionar una compensación adecuada.La cantidad y la fuente de la indemnización está determinada por la naturaleza y la gravedad del delito. Por ejemplo, las víctimas de la delincuencia organizada y el terrorismo tienen derecho a recibir hasta 100.000 dólares de los Estados Unidos, mientras que las víctimas que han sufrido daños materiales o de propiedad serán compensadas por sus delincuentes. Además, una víctima con necesidades especiales puede recibir asistencia jurídica gratuita y será compensada tanto por donaciones privadas como por una proporción de la remuneración recibida por los presos laborales condenados del Departamento de Prisiones. Los organismos de asistencia a las víctimas también ofrecen la opción de acompañar a la víctima en el juicio con su consentimiento.
Niños víctimas:
Uno de los grupo de víctimas más vulnerables en Italia es el de los niños menores de 16 años. Algunos de los desafíos más frecuentes a lo que se enfrentan los niños en Italia son el trabajo infantil, la participación forzada en el crimen organizado y también convertirse en refugiados después de huir de su propia nación. Aunque las víctimas jóvenes tienen derechos explícitos en el Código Penal italiano, el sistema de justicia penal italiano carece de recursos continuos de apoyo para proteger los derechos de los niños.
La Comisión Europea ha esbozado los derechos de las víctimas y afirma que todas las víctimas serán evaluadas individualmente para identificar la vulnerabilidad. Víctimas jóvenes siempre se presumen vulnerables y se presta especial atención a categorías como las víctimas del terrorismo, la delincuencia organizada, la trata de seres humanos, la violencia de género, las víctimas con discapacidad, la violencia sexual y la explotación. Además, según la Oficina de las Naciones Unidas contra la Droga y el Delito y el artículo 609 del Código Penal italiano, el niño víctima de explotación sexual debe recibir asistencia durante todo el proceso.
El artículo 498 del Código de Procedimiento Penal italiano establece que el interrogatorio de un menor en un tribunal de justicia debe ser realizado por el Presidente de las preguntas y también está asistido por un familiar o un psicólogo infantil.

### Grecia
En Grecia, se considera víctima a quien ha sufrido daños (ya sea lesiones personales o daño a / pérdida de bienes) como resultado de un incidente que constituye un delito según la legislación nacional. El caso de Robbie Hughes en 2008, víctima de un grave ataque en Grecia, que no recibió apoyo ni asesoramiento, ilustra la motivación de la Directiva 2012/29 / UE, que establece una norma mínima para los derechos de las víctimas.
Los Estados miembros de la UE (excepto Dinamarca) tenían la obligación de aplicar la Directiva en su legislación nacional a más tardar el 16 de noviembre de 2015. Sin embargo, Grecia es uno de los 16 países que han presentado procedimientos de infracción por no comunicación de la Directiva.
En Grecia, las víctimas de delitos gozan de derechos antes, durante y después del proceso judicial. En determinadas circunstancias, en los casos en que la víctima es menor de edad o ha sufrido abusos sexuales, se otorga a las víctimas derechos adicionales, apoyo y protección. No hay discriminación por servicios de apoyo contra extranjeros. Las víctimas extranjeras tienen derecho a un intérprete al testificar ante la policía.
Sin embargo, se ha criticado a Grecia por su falta de respaldo a los derechos de las víctimas de minorías y por su incapacidad para remediar los derechos humanos en casos de delitos de odio. Para presentar una queja, la ley actual exige el pago de una tasa, disuadiendo a las víctimas de crímenes de odio de denunciar las infracciones. Esta deficiencia se ve exacerbada por la falta de protección para los migrantes indocumentados que experimentan crímenes de odio. La demostración del estatus de víctimas limitadas de los migrantes y miembros de grupos minoritarios es la insuficiencia de apoyo cuando tales grupos son víctimas de abuso policial. Grecia ha sido condenada 11 veces por el Tribunal Europeo de Derechos Humanos por el uso indebido de armas por parte de la policía y la consiguiente ausencia de investigaciones efectivas. Los migrantes o miembros de grupos minoritarios fueron víctimas en diez de estos incidentes.
Indemnización de las víctimas de delitos dolosos de violencia en Grecia
En el caso de las víctimas de violencia doméstica y de otros delitos dolosos como el abuso de menores, si el infractor carece de medios para indemnizar su delito o si el delincuente permanece anónimo, Grecia, en virtud de la Directiva 2004/80/CE relativa a la indemnización, está obligada a indemnizar a las víctimas de delitos dolosos de violencia. La compensación proporcionada por el autor o el estado de Grecia debe cubrir las pérdidas financieras asociadas con daños físicos resultantes del delito violento, lo que incluye honorarios médicos, pérdida de ingresos y gastos de funeral. Sin embargo, el daño psicológico y el trauma resultante del crimen no son compensados. Las víctimas del crimen en Grecia tienen cinco días para denunciar el crimen; si el crimen no se informa en este plazo, las víctimas no son elegibles para la compensación. Se requiere un formulario de solicitud para procesar las reclamaciones de indemnización, y esto debe ser completado en griego. La Autoridad Helénica de Compensación tramita las solicitudes de indemnización.
Servicios de apoyo disponibles a las víctimas de delitos en Grecia
Existen varios servicios disponibles para las víctimas de delitos en Grecia. Estos incluyen: EKKA-violencia doméstica y ataques racistas “Asociación para la Protección de Menores”, ONGs: “Hamogelo tou Paidiou, Arsis”- servicio social para niños.

### Portugal
En Portugal, las víctimas de delitos (turistas y ciudadanos nacionales) tienen seis derechos inmediatos; el derecho a la información, el derecho a recibir una declaración de la demanda, el derecho a la traducción, el derecho a la compensación por la participación en el proceso y al reembolso de los gastos, el derecho a la indemnización del responsable del delito y el derecho a la compensación del Estado portugués.
Una "víctima de delito" se define como: habiendo "sufrido daños, como consecuencia de un hecho que constituye un delito de acuerdo con la legislación nacional". En el curso de un proceso legal, la víctima en Portugal tiene un papel limitado, en el que actúa solo para aportar pruebas que apoyen la reclamación por daños y perjuicios.
El Gobierno portugués ofrece varias vías de ayuda y apoyo a las víctimas de delitos, tales como: la Comisión Nacional para la Protección de los Niños y Jóvenes en Riesgo, la Dirección General de Asuntos Sociales, la Asociación Portuguesa de Apoyo a las Víctimas, la Comisión para la Igualdad y la Lucha contra la Discriminación Racial y la "Ventana Abierta - Apoyo a las Víctimas de la Violencia Doméstica".

### Reino Unido
En 1974, se creó la organización Victim Support en Bristol, destinado a proporcionar ayudas o soporte para las víctimas de delitos a nivel local o nacional. Voluntarios y empleados ofrecen apoyo gratuito, confidencial, práctico y emocional a las personas afectadas por el crimen en Inglaterra y Gales. La organización ofrece soporte alrededor de un millón de víctimas por un crimen al año. Las personas pueden buscar ayudas prácticas o emocionales, como por ejemplo, haciendo su casa segura después de un robo, solicitar una compensación de la Autoridad de Compensación de Lesiones Penales, volver a ser alojados, o preguntar por asesoramiento a través de un GP.
Victim Support también produce servicios especiales, como: nacional “servicio de homicidio”, ayudando a familias que han sido víctimas de asesinatos o de homicidios involuntarios, servicios locales que ayudan a las víctimas de violencia doméstica y sexual, explotación, conductas antisociales, o crimen de oído, servicios locales para jóvenes víctimas de delito, incluyendo especial soporte a niños que tiene que testificar en un tribunal, y usando de justicia restaurativa para ayudar a las víctimas.
En Escocia y en Irlanda del Norte, servicios similares son producidos por la organización benéfica Victim Support Scotland y Victim Support NI.

## Victimología en Iberoamérica
En España, encontramos en los últimos veinte años a muchos tratadistas del derecho penal que han orientado sus estudios hacia la víctima; algunos de ellos son: Antonio García-Pablos de Molina, Antonio Beristain, Elena Larrauri, Manuel Cancio Meliá, Gerardo Landrove Díaz, Jaime Peris Riera, Miguel Polaino Navarrete, Jesús María Silva Sánchez, Jaime Solé Riera, Tamarit Sumalla, Telles Aguilera, Myriam Herrera Moreno, Manuel López Rey, José Sangrador y otros estudiosos más.
En Latinoamérica también en estos últimos años, han surgido estudiosos que dedican una parte de sus temas a la víctima, entre los cuales destacan: Lola Aniyar de Castro (es la primera que realiza estudios del presente tema en la década de los 60), Juan Bustos Ramírez, Huascar Cajías, Elías Neuman (quien se ha ocupado de manera extensa), Luiz Flavio Gomes, Néstor José Méndez G., Hilda Marchiori, Carlos Creus, Marco Gonzales B., Marcos Herrera, Luis Rodríguez M., Fernando García D., Rodrigo Ramírez, Jorge Sosa Chacin, Alberto Bovino, Julio B. J. Maier, entre otros estudiosos.
En el derecho penal peruano existen algunos estudios referentes a la víctima, y solo pocos estudiosos y tratadistas del derecho penal se han referido al tema (aunque no en forma dogmática, solo mencionan; a excepción de Alejandro Solís Espinoza, quien es el primero en realizar un interesante trabajo recopilatorio, el cual es el más completo que se ha escrito hasta el momento), como son los siguientes: Luis E. Roy Freyre, Moisés Ponce Malaver, Luis M. Reyna Alfaro, Felipe A. Villavicencio Terreros, Luis A. Bramont-Arias Torres, Bonifacio Meneses Gonzáles, Juan José Blossiers Hüme, Manuel Alejandro Bazul Torero y Julio César Matos Quesada.

## Encuestas de victimización
Uno de los métodos para conocer información sobre las victimizaciones, y muy utilizadas en el ámbito de la victimología, son las denominadas “encuestas de victimización”. Principalmente ayudan a conocer datos reales, ya que las encuestas generales no nos lo aportan. Ocurriendo así la denominada cifra negra que es la diferencia entre los delitos que verdaderamente ocurren y los que figuran en las estadísticas.
Estas encuestas son utilizadas para analizar el tipo de delito sufrido por los sujetos de una población en un determinado periodo de tiempo. Más concretamente podrían, a su vez, por ejemplo, ofrecer información valiosa sobre el perfil de la víctima, las características personales, el modo de actuar del agresor, la actitud de la víctima, las relaciones con el agresor y los daños y el tiempo y lugar del delito. Ya que es la propia víctima quien relata.
En base a la cifra negra antes mencionada para combatirla se utilizan, también, para esclarecer si el hecho ha sido denunciado o no.
Pero también se compone de una serie de inconvenientes como serían que no puede abarcar toda la tipología delictiva, la subjetividad del concepto de víctima ya que hay víctimas que no se reconocen como tal por ejemplo, además deben ser realizadas por profesionales.
Estas encuestas pueden ser trasmitidas:
- Por correo ordinario
- Por correo electrónico
- Encuesta personal
- Encuestas telefónicas